# Cyborg (rivista)
Cyborg è stata una rivista italiana di fumetti pubblicata dalla casa editrice Star Comics e successivamente rilanciata da Telemaco. 
La rivista - il cui sottotitolo era “Lo shock del futuro” - è stata concepita come la prima rivista cyberpunk a fumetti in Italia. Ideata da Daniele Brolli e curata da un team di esperti tra cui Antonio Caronia, Cyborg ha esplorato un'ambientazione futuristica e tecnologica, riflettendo sulle problematiche contemporanee sia tecnologiche che sociopolitiche.

## Storia editoriale
La prima serie è stata pubblicata nel 1991 e interrotta dopo sette numeri, mentre la seconda serie è stata distribuita tra il novembre 1992 e il settembre 1993, per un totale di otto numeri.
I numeri della prima serie di Cyborg hanno presentato un'ampia varietà di personaggi e storie, tra cui Matrice stellare (di Daniele Brolli e Davide Fabbri), Helter Skelter (di Francesca Ghermandi) e Fondazione Babele (di Massimo Semerano e Marco Nizzoli).
La seconda serie di Cyborg, pubblicata dalla divisione fumetti dell'editore Telemaco, ha mantenuto il sottotitolo "Lo shock del futuro" e ha presentato storie suddivise in miniserie e cicli di episodi autoconclusivi. Oltre agli autori italiani, come Giuseppe Palumbo, Giovanni Liani, Stefano Natali e Marco Nizzoli, la rivista ha incluso lavori di autori stranieri come Concrete di Paul Chadwick e The One di Rick Veitch.
Nel 2011 la casa editrice di Daniele Brolli, Comma 22, ristampa in un unico volume tutte le storie pubblicate all'interno della rivista.

## Albi

### Star Comics
Le copertine erano opera di Davide Fabbri.
| Nr. | Data          | Cicli                | Titoli                         | Sceneggiatura       | Disegni                               |
| --- | ------------- | -------------------- | ------------------------------ | ------------------- | ------------------------------------- |
| 1   | Gennaio 1991  | n/a                  | La Matrice Stellare (1ª parte) | Daniele Brolli      | Davide Fabbri                         |
| 1   | Gennaio 1991  | Helter Skelter       | La Caduta                      | Francesca Ghermandi | Francesca Ghermandi                   |
| 1   | Gennaio 1991  | n/a                  | Cybernauta                     | Onofrio Catacchio   | Onofrio Catacchio                     |
| 1   | Gennaio 1991  | Fondazione Babele    | Fondazione Babele              | Massimo Semerano    | Marco Nizzoli                         |
| 1   | Gennaio 1991  | I Folli Del Presidio | I Folli Del Presidio           | Daniele Brolli      | Antonio Fara                          |
| 1   | Gennaio 1991  | n/a                  | Miracoli (1ª parte)            | Massimo Semerano    | Giuseppe Palumbo                      |
| 2   | Febbraio 1991 | n/a                  | La Matrice Stellare (2ª parte) | Daniele Brolli      | Davide Fabbri                         |
| 2   | Febbraio 1991 | Helter Skelter       | Macelleria Di Mezzanotte       | Francesca Ghermandi | Francesca Ghermandi                   |
| 2   | Febbraio 1991 | Fondazione Babele    | On Air                         | Massimo Semerano    | Marco Nizzoli                         |
| 2   | Febbraio 1991 | Helter Skelter       | Una Piccola Crisi              | Francesca Ghermandi | Francesca Ghermandi                   |
| 2   | Febbraio 1991 | Helter Skelter       | Uno Scherzo Tra Colleghi       | Francesca Ghermandi | Francesca Ghermandi                   |
| 2   | Febbraio 1991 | n/a                  | Europa                         | Massimo Semerano    | Menotti                               |
| 2   | Febbraio 1991 | n/a                  | Miracoli (2ª parte)            | Massimo Semerano    | Giuseppe Palumbo                      |
| 3   | Marzo 1991    | n/a                  | La Matrice Stellare 3ª parte   | Daniele Brolli      | Davide Fabbri                         |
| 3   | Marzo 1991    | n/a                  | Mondo Senza Luce               | Michele Masiero     | Roberto Baldazzini                    |
| 3   | Marzo 1991    | Helter Skelter       | Droga Televisiva               | Francesca Ghermandi | Francesca Ghermandi                   |
| 3   | Marzo 1991    | Helter Skelter       | Un Sentimento Affettuoso       | Francesca Ghermandi | Francesca Ghermandi                   |
| 3   | Marzo 1991    | I Folli Del Presidio | Giorni Senza Domani            | Daniele Brolli      | Antonio Fara                          |
| 3   | Marzo 1991    | Helter Skelter       | Sogni D'Oro                    | Francesca Ghermandi | Francesca Ghermandi                   |
| 3   | Marzo 1991    | Fondazione Babele    | Pop Tones                      | Massimo Semerano    | Marco Nizzoli                         |
| 4   | Aprile 1991   | n/a                  | Cybernauta                     | Onofrio Catacchio   | Onofrio Catacchio                     |
| 4   | Aprile 1991   | Helter Skelter       | Una Vecchia Conoscenza         | Francesca Ghermandi | Francesca Ghermandi                   |
| 4   | Aprile 1991   | I Folli Del Presidio | Questioni Di Fede              | Daniele Brolli      | Antonio Fara                          |
| 4   | Aprile 1991   | Helter Skelter       | Il Ritorno Dei Morti Viventi   | Francesca Ghermandi | Francesca Ghermandi                   |
| 4   | Aprile 1991   | Helter Skelter       | Una Poltiglia Per Due          | Francesca Ghermandi | Francesca Ghermandi                   |
| 4   | Aprile 1991   | n/a                  | Miracoli (3ª parte)            | Massimo Semerano    | Giuseppe Palumbo                      |
| 5   | Maggio 1991   | n/a                  | La Matrice Stellare (4ª parte) | Daniele Brolli      | Davide Fabbri                         |
| 5   | Maggio 1991   | Helter Skelter       | Il Trasformista                | Francesca Ghermandi | Francesca Ghermandi                   |
| 5   | Maggio 1991   | Helter Skelter       | Intrattenimento Maciullante    | Francesca Ghermandi | Francesca Ghermandi                   |
| 5   | Maggio 1991   | Fondazione Babele    | Linda Tracy Porn               | Massimo Semerano    | Marco Nizzoli                         |
| 5   | Maggio 1991   | n/a                  | Rodax Call-Boy                 | Otto Gabos          | Tiziano Bergamini                     |
| 5   | Maggio 1991   | Helter Skelter       | Una Fiducia Cieca              | Francesca Ghermandi | Francesca Ghermandi                   |
| 5   | Maggio 1991   | n/a                  | Cybernauta                     | Onofrio Catacchio   | Onofrio Catacchio                     |
| 6   | Giugno 1991   | n/a                  | Dream Master                   | Daniele Brolli      | Giuseppe Palumbo                      |
| 6   | Giugno 1991   | Helter Skelter       | Annibale Cannibale             | Francesca Ghermandi | Francesca Ghermandi                   |
| 6   | Giugno 1991   | Helter Skelter       | Ricordi Cinematografici        | Francesca Ghermandi | Francesca Ghermandi                   |
| 6   | Giugno 1991   | Helter Skelter       | Un Momento Di Tristezza        | Francesca Ghermandi | Francesca Ghermandi                   |
| 6   | Giugno 1991   | n/a                  | La Matrice Stellare (5ª parte) | Daniele Brolli      | Davide Fabbri                         |
| 7   | Luglio 1991   | n/a                  | Vampiri Nelle Città            | Daniele Brolli      | Pasquale Del Vecchio e Davide Toffolo |
| 7   | Luglio 1991   | Helter Skelter       | L'Inquilino Del 3º Piano       | Francesca Ghermandi | Francesca Ghermandi                   |
| 7   | Luglio 1991   | n/a                  | Europa                         | Massimo Semerano    | Menotti                               |
| 7   | Luglio 1991   | I Folli Del Presidio | Poteri Del Desiderio           | Daniele Brolli      | Antonio Fara                          |
| 7   | Luglio 1991   | Fondazione Babele    | I Simulacri                    | Massimo Semerano    | Marco Nizzoli                         |

### Telemaco Comics
Dai numeri dal 2 al 6 e infine al numero 8 sono stati allegati degli albi gratuiti contenenti la miniserie a fumetti The One di Rick Veitch.
| Nr. | Data           | Cicli                | Titoli                                  | Sceneggiatura                     | Disegni                          | Copertina        |
| --- | -------------- | -------------------- | --------------------------------------- | --------------------------------- | -------------------------------- | ---------------- |
| 1   | Novembre 1992  | Fondazione Babele    | TV Party                                | Massimo Semerano                  | Marco Nizzoli                    | Giuseppe Palumbo |
| 1   | Novembre 1992  | Igot Iguana          | Cyborgasm!                              | Jacopo Olivieri                   | Jacopo Olivieri                  | Giuseppe Palumbo |
| 1   | Novembre 1992  | Ramarro              | Seconda pelle (Parte 1) Storia a colori | Daniele Brolli                    | Giuseppe Palumbo                 | Giuseppe Palumbo |
| 1   | Novembre 1992  | n/a                  | So long baby (Parte 1)                  | Piero Dall'Agnol                  | Piero Dall'Agnol                 | Giuseppe Palumbo |
| 1   | Novembre 1992  | Helter Skelter       | Una nuova droga                         | Francesca Ghermandi               | Francesca Ghermandi              | Giuseppe Palumbo |
| 1   | Novembre 1992  | n/a                  | Primo in classifica (Parte 1)           | Marcello Albano e Giorgio Lavagna | Sandro Raffini e Giovanni Liani  | Giuseppe Palumbo |
| 2   | Dicembre 1992  | n/a                  | Primo in classifica (Parte 2)           | Marcello Albano e Giorgio Lavagna | Giovanni Liani                   | Giovanni Liani   |
| 2   | Dicembre 1992  | n/a                  | So long baby (Parte 2)                  | Piero Dall'Agnol                  | Piero Dall'Agnol                 | Giovanni Liani   |
| 2   | Dicembre 1992  | Helter Skelter       | Doublespider                            | Francesca Ghermandi               | Francesca Ghermandi              | Giovanni Liani   |
| 2   | Dicembre 1992  | n/a                  | Ramarro (Parte 2); Storia a colori      | Daniele Brolli                    | Giuseppe Palumbo                 | Giovanni Liani   |
| 2   | Dicembre 1992  | Igor Iguana          | Virtualand                              | Jacopo Olivieri                   | Jacopo Olivieri                  | Giovanni Liani   |
| 2   | Dicembre 1992  | n/a                  | Rodax Call-Boy (Parte 1)                | Otto Gabos                        | Davide Toffolo                   | Giovanni Liani   |
| 2   | Dicembre 1992  | n/a                  | Rodax Call-Boy (Parte 2)                | Otto Gabos                        | Davide Toffolo                   | Giovanni Liani   |
| 3   | Gennaio 1993   | n/a                  | Primo in classifica (Parte 3)           | Marcello Albano e Giorgio Lavagna | Giovanni Liani                   | Giuseppe Palumbo |
| 3   | Gennaio 1993   | Igor Iguana          | Do hamdroids dream of electric chips?   | Jacopo Olivieri                   | Jacopo Olivieri                  | Giuseppe Palumbo |
| 3   | Gennaio 1993   | Helter Skelter       | Ultime frontiere della scienza          | Francesca Ghermandi               | Francesca Ghermandi              | Giuseppe Palumbo |
| 3   | Gennaio 1993   | n/a                  | Ramarro (Parte 3); Storia a colori      | Daniele Brolli                    | Giuseppe Palumbo                 | Giuseppe Palumbo |
| 3   | Gennaio 1993   | Fondazione Babele    | A night at the fabrik                   | Massimo Semerano                  | Marco Nizzoli                    | Giuseppe Palumbo |
| 3   | Gennaio 1993   | n/a                  | Rodax Call-Boy (Parte 3)                | Otto Gabos                        | Davide Toffolo                   | Giuseppe Palumbo |
| 4   | Marzo 1993     | n/a                  | Primo in classifica (Parte 4)           | Marcello Albano e Giorgio Lavagna | Giovanni Liani                   | Stefano Natali   |
| 4   | Marzo 1993     | Helter Skelter       | Impara l'arte...                        | Francesca Ghermandi               | Francesca Ghermandi              | Stefano Natali   |
| 4   | Marzo 1993     | n/a                  | Radar (Parte 1); Episodio a colori      | Marcello Albano e Giorgio Lavagna | Stefano Natali                   | Stefano Natali   |
| 4   | Marzo 1993     | n/a                  | Radar (Parte 2); Episodio a colori      | Marcello Albano                   | Giorgio Lavagna e Stefano Natali | Stefano Natali   |
| 4   | Marzo 1993     | n/a                  | Ramarro (Parte 1); Episodio a colori    | Daniele Brolli                    | Giuseppe Palumbo                 | Stefano Natali   |
| 4   | Marzo 1993     | Fondazione Babele    | Anime perse                             | Massimo Semerano                  | Marco Nizzoli                    | Stefano Natali   |
| 4   | Marzo 1993     | n/a                  | Rodax Call-Boy (Parte 4)                | Otto Gabos                        | Davide Toffolo                   | Stefano Natali   |
| 5   | Maggio 1993    | Fondazione Babele    | Angeli                                  | Massimo Semerano                  | Marco Nizzoli                    | Marco Nizzoli    |
| 5   | Maggio 1993    | n/a                  | Radar (Parte 3)                         | Marcello Albano                   | Giorgio Lavagna                  | Marco Nizzoli    |
| 5   | Maggio 1993    | n/a                  | Radar (Parte 4)                         | Marcello Albano                   | Giorgio Lavagna e Stefano Natali | Marco Nizzoli    |
| 5   | Maggio 1993    | n/a                  | Ramarro (Parte 2)                       | Daniele Brolli                    | Giuseppe Palumbo                 | Marco Nizzoli    |
| 5   | Maggio 1993    | n/a                  | So long baby (Parte 3)                  | Piero Dall'Agnol                  | Piero Dall'Agnol                 | Marco Nizzoli    |
| 5   | Maggio 1993    | n/a                  | So long baby (Parte 4)                  | Piero Dall'Agnol                  | Piero Dall'Agnol                 | Marco Nizzoli    |
| 5   | Maggio 1993    | Igor Iguana          | Ice Vice                                | Jacopo Olivieri                   | Jacopo Olivieri                  | Marco Nizzoli    |
| 6   | Luglio 1993    | The Concrete         | Vivere da ricchi e famosi               | Paul Chadwick                     | Paul Chadwick                    | Giuseppe Palumbo |
| 6   | Luglio 1993    | The Concrete         | Sotto le stelle del deserto             | Paul Chadwick                     | Paul Chadwick                    | Giuseppe Palumbo |
| 6   | Luglio 1993    | Helter Skelter       | Mangia mangia, che ti scoppi...         | Francesca Ghermandi               | Francesca Ghermandi              | Giuseppe Palumbo |
| 6   | Luglio 1993    | n/a                  | So long baby (Parte 5)                  | Piero Dall'Agnol                  | Piero Dall'Agnol                 | Giuseppe Palumbo |
| 6   | Luglio 1993    | n/a                  | Radar (Parte 5)                         | Marcello Albano                   | Giorgio Lavagna e Stefano Natali | Giuseppe Palumbo |
| 6   | Luglio 1993    | n/a                  | Radar (Parte 6)                         | Marcello Albano                   | Giorgio Lavagna e Stefano Natali | Giuseppe Palumbo |
| 6   | Luglio 1993    | n/a                  | Ramarro (Parte 3)                       | Daniele Brolli                    | Giuseppe Palumbo                 | Giuseppe Palumbo |
| 6   | Luglio 1993    | Igor Iguana          | Conti & Correnti                        | Jacopo Olivieri                   | Jacopo Olivieri                  | Giuseppe Palumbo |
| 6   | Luglio 1993    | Fondazione Babele    | Rosa a luci rosse                       | Massimo Semerano                  | Marco Nizzoli                    | Giuseppe Palumbo |
| 7   | Agosto 1993    | The Concrete         | Sonnifero a quattro ruote               | Paul Chadwick                     | Paul Chadwick                    | Paul Chadwick    |
| 7   | Agosto 1993    | The Concrete         | Il grigio abbraccio                     | Paul Chadwick                     | Paul Chadwick                    | Paul Chadwick    |
| 7   | Agosto 1993    | The Concrete         | Bruciando radiosamente                  | Paul Chadwick                     | Paul Chadwick                    | Paul Chadwick    |
| 7   | Agosto 1993    | The Concrete         | Spintarelle                             | Paul Chadwick                     | Paul Chadwick                    | Paul Chadwick    |
| 7   | Agosto 1993    | n/a                  | Mr. Colucci                             | Mimì Colucci                      | Massimo Giacon                   | Paul Chadwick    |
| 7   | Agosto 1993    | I folli del presidio | Donne in amore                          | Daniele Brolli                    | Antonio Fara                     | Paul Chadwick    |
| 7   | Agosto 1993    | I folli del presidio | Homo Superior                           | Daniele Brolli                    | Davide Toffolo                   | Paul Chadwick    |
| 7   | Agosto 1993    | Helter Skelter       | Happy end                               | Francesca Ghermandi               | Francesca Ghermandi              | Paul Chadwick    |
| 7   | Agosto 1993    | n/a                  | Biancaneve                              | Daniele Brolli                    | Giuseppe Palumbo                 | Paul Chadwick    |
| 7   | Agosto 1993    | Igor Iguana          | Cybersaglio!                            | Jacopo Olivieri                   | Jacopo Olivieri                  | Paul Chadwick    |
| 7   | Agosto 1993    | n/a                  | So long baby (Parte 6)                  | Piero Dall'Agnol                  | Piero Dall'Agnol                 | Paul Chadwick    |
| 7   | Agosto 1993    | n/a                  | Tenebre                                 | Michele Masiero                   | Pasquale Frisenda                | Paul Chadwick    |
| 8   | Settembre 1993 | The Concrete         | Dio delle acque                         | Paul Chadwick                     | Paul Chadwick                    | Rick Veitch      |
| 8   | Settembre 1993 | The Concrete         | Dritto nell'occhio                      | Paul Chadwick                     | Paul Chadwick                    | Rick Veitch      |
| 8   | Settembre 1993 | n/a                  | Intrigo interstellare                   | Massimo Mattioli                  | Massimo Mattioli                 | Rick Veitch      |
| 8   | Settembre 1993 | Ramarro              | Doppelgaenger                           | Daniele Brolli                    | Giuseppe Palumbo                 | Rick Veitch      |
| 8   | Settembre 1993 | Radar                | Zombii                                  | Marcello Albano                   | Giorgio Lavagna e Stefano Natali | Rick Veitch      |
| 8   | Settembre 1993 | Igor Iguana          | Warpo!                                  | Jacopo Olivieri                   | Jacopo Olivieri                  | Rick Veitch      |
| 8   | Settembre 1993 | n/a                  | La mente che cancella (1ª parte)        | Michele Masiero                   | Giuseppe Viglioglia              | Rick Veitch      |